# Therese Fuhrer
Therese Fuhrer (Berna, 6 de abril de 1959) es una filóloga clásica alemana.

## Biografía
Realizó en Berna en el Instituto Kirchenfeld en 1978, estudios de Tipo A , estudiando hasta 1981 en el Conservatorio de Berna, obteniendo su Lehrdiplom de filología clásica (1981-88). Estudió en Berna, Basilea, en la Universidad de California, Irvine, en la Universidad de Pittsburgh y en la Universidad de Friburgo de Brisgovia. En 1986 obtuvo en Berna, la licenciatura, y en 1989, el Diploma Superior del Magisterio, ibid. En 1989, con una Beca del fondo nacional Suizo hizo una estancia de investigación en Oxford.
De 1989 a 1990 enseñó latín en la escuela media de Solothurn Olten. Entre 1990 y 1996 fue asistente de investigación en el Instituto de Estudios Clásicos de la Universidad de Berna. Con una beca de la Fundación Alexander von Humboldt activó su investigación en la Universidad de Maguncia (1993-94). En 1995 se graduó como profesora en Berna de Filología Clásica. Entre 1996 a 1997 fue catedrática de Filología Latina de la Universidad de Trier, Y de 1997 a 2004 profesora titular de la Universidad de Zúrich. Desde el semestre de verano de 2004, fue profesora asociada de la Universidad de Friburgo, antes de aceptar un puesto en la Universidad Libre de Berlín el 1 de marzo de 2008. El 1 de abril de 2013, se trasladó a la cátedra de Filología Latina antigua en la Universidad Ludwig-Maximilian de Múnich.  Fue elegida miembro de la Academia de Ciencias de Baviera en 2015.

## Prioridades de investigación
Guía con la poesía helenística, la poesía latina (principalmente Catulo, Ovidio y Virgilio) y con la helenística, romana pagana y la filosofía cristiana, con énfasis en Cicerón y san Agustín de Hipona.
Es coeditora del Reallexikons de Antigüedad y Cristianismo (desde 2004), de Agustín, De Léxico, de la Revista de Philologus  y de la Serie Philologus. Supplementary Volumes. De 2001 a 2013, fue también coeditora del Jahrbuch für Antike und Christentum.